# Batriasymmodes quisnamus
Batriasymmodes quisnamus är en skalbaggsart som först beskrevs av Park 1951.  Batriasymmodes quisnamus ingår i släktet Batriasymmodes och familjen kortvingar. Inga underarter finns listade i Catalogue of Life.